# Municipio de Clark (condado de Clay)
El municipio de Clark (en inglés: Clark Township) es un municipio ubicado en el condado de Clay en el estado estadounidense de Arkansas. En el año 2010 tenía una población de 193 habitantes y una densidad poblacional de 3,31 personas por km².

## Geografía
El municipio de Clark se encuentra ubicado en las coordenadas 36°17′9″N 90°41′53″O / 36.28583, -90.69806. Según la Oficina del Censo de los Estados Unidos, el municipio tiene una superficie total de 58.37 km², de la cual 58,37 km² corresponden a tierra firme y (0 %) 0 km² es agua.

## Demografía
Según el censo de 2010, había 193 personas residiendo en el municipio de Clark. La densidad de población era de 3,31 hab./km². De los 193 habitantes, el municipio de Clark estaba compuesto por el 95,85 % blancos, el 1,04 % eran amerindios, el 1,04 % eran asiáticos y el 2,07 % eran de una mezcla de razas. Del total de la población el 2,07 % eran hispanos o latinos de cualquier raza.